# Daza
Dazagra er en gruppe nomadiske folk, som lever i og nær det sydlige Sahara, i Niger og Tchad. De er den sydlige undergruppe af Touboufolket.